# Augusto de Vasconcelos (senador)
Augusto de Vasconcelos (Rio de Janeiro,  05 de abril de 1853 — Rio de Janeiro, 10 de dezembro de 1915) foi um senador do Brasil durante a República Velha (ou Primeira República). Exerceu o cargo de Intendente Municipal entre 1892 - 1894. Foi líder do chamado Grupo do Triângulo (composto por Felippe Cardoso Pires e Raul Barroso), um grupo de políticos que liderou e influenciou a política do Distrito Federal durante a primeira década republicana. O braço direito de Vasconcelos foi Milcíades Mário de Sá Freire. Segundo a historiadora Surama Pinto:
Filho de um fabricante de rapadura, nascido em Campo Grande, zona rural da cidade do Rio, o médico Augusto de Vasconcelos era o que se poderia chamar de Chagas Freitas da política carioca na Primeira República. Tratado pela imprensa da cidade por senador Rapadura – em referência a suas origens –, diferente de Irineu Machado, destacava-se como um negociador. Com grande instinto de sobrevivência e oportunismo político, era extremamente hábil. Preferia agir nos bastidores. Não era afeito aos holofotes, mas sabia como poucos costurar alianças, agregar, conciliar e manter seu poderio de influência em ascendência. 
O Jornal  A Gazeta de Notícia publicou o obituário do médico:
O doutor Augusto de Vasconcelos era formado em medicina, tendo ocupado, logo após a proclamação da República, o cargo de Delegado da Higiene, tendo feito parte da 1ª comissão de higiene do governo municipal do Rio. Entrando para a política, ocupou sucessivamente, diversas vezes, os cargos de intendente, de deputado, em várias legislaturas e o de senador, para os quais foi eleito. O senador Augusto Vasconcelos era filho de Marcos José de Vasconcelos e de Dona Leopoldina de Jesus, natural de Campo Grande e tendo nascido em 5 de Abril de 1854, contando, pois, 61 anos de idade. O extinto deixou viúva e dez filhos, sendo sete meninas e três rapazes, contando mais velho 23 anos de idade. O corpo do senador Augusto de Vasconcelos, conforme seus desejos, ma ifestados em  vida, será transportado, hoje, às 10:40 da manhã, em vaga especial para a central, fretado pelo Partido Republicano, para Campo Grande, onde será inumado.
Ainda de consoante com Surama Pinto:
Vasconcelos iniciou sua carreira política sob a bandeira do Partido Liberal, chefiado no antigo Município Neutro por Bezerra de Menezes. Delegado de Higiene durante o Império, com o advento da República foi nomeado para o primeiro Conselho de Intendência, sendo eleito posteriormente para o mandato de 1892 a 1894. Figura de prestígio em Campo Grande, onde clinicava e tinha grande clientela, tornou-se, nos primeiros anos do novo regime, uma das chefias do Triângulo.
Segundo o verbete do Dicionário da Elite Política Republicana (1889 - 1930), publicado pela Fundação Getúlio Vargas:
Após a proclamação da República (15/11/1889), tornou-se membro do Conselho de Intendência Municipal da cidade do Rio de Janeiro, que passaria a Distrito Federal com a promulgação da primeira Constituição republicana (24/02/1891). Inicialmente foi nomeado pelo governo provisório chefiado pelo marechal Deodoro da Fonseca (1889-1891), mas logo foi eleito para o cargo. Em 1897 foi eleito deputado federal pelo Distrito Federal. Quando, ainda nesse ano, divergências internas entre o presidente da República Prudente de Morais (1894-1898) e o senador gaúcho Pinheiro Machado (1891-1915) levaram à dissolução do Partido Republicano Federal (PRF), ficou ao lado de Prudente. Foi reeleito para a Câmara dos Deputados mais duas vezes, em 1900 e 1903, com mandato até 1905. Em 1906 foi eleito senador com mandato de nove anos. Em 1910 reaproximou-se de Pinheiro Machado e ingressou no Partido Republicano Conservador (PRC), fundado pelo senador gaúcho uma semana antes da posse do presidente Hermes da Fonseca (1910-1914) com o objetivo de promover a união das oligarquias dominantes e dos militares em uma agremiação nacional que apoiaria o novo governo. No PRC foi membro da comissão executiva da seção do Distrito Federal. Em janeiro de 1915, por esse partido, foi reeleito senador, reassumindo sua cadeira em maio. No Senado, foi membro das comissões de Saúde Pública, Estatística e Colonização e de Poderes.
Filho de Marcos de Vasconcelos. Formou-se na Faculdade de Medicina do Rio de Janeiro.
Faleceu na cidade do Rio de Janeiro em 10 de dezembro de 1915. Foi casado com Maria Freire de Vasconcelos, sobrinha do botânico Francisco Freire Alemão.